# Esna Boyd
Esna Boyd Robertson (ur. 21 września 1899 w Melbourne, zm. 1966 w Szkocja) – australijska tenisistka, multimistrzyni wielkoszlemowego Australian Open, ćwierćfinalistka Wimbledonu.
Esna Boyd to absolutna dominatorka międzynarodowych mistrzostw Australii w latach dwudziestych XX wieku. W latach 1922–1928 za każdym razem osiągała finał turnieju gry pojedynczej. Powodzeniem zakończyła dopiero szóstą próbę wygrania tej imprezy, w roku 1927 pokonując w decydującym meczu Sylvię Lance Harper 5:7, 6:1, 6:2. Wcześniej wyeliminowała między innymi Louie Bickerton, Katherine Le Messurier oraz Dorothy Bellammy. W 1922 i 1923 uległa Margaret Molesworth, potem raz przegrała finał z Harper, a następnie przez trzy lata nie znalazła sposobu na Daphne Akhurst Cozens. Poza Australią Boyd odnosiła dobre wyniki zwłaszcza na kortach wimbledońskich. Z czterech występów w Londynie jeden zakończyła na ćwierćfinale, a dwa na czwartej rundzie.
Sześciokrotna finalistka turnieju gry podwójnej mistrzostw Australii, z czego zwyciężyła cztery, partnerując Marjorie Mountain, Sylvii Lance Harper, Meryl Wodd i Daphne Akhurst Cozens. Porażkę w finale debla odniosła w latach 1925 i 1927. Tylko raz w decydującym meczu w gronie czterech pań walczących o główne nagrody znalazła się zawodniczka spoza Australii - była nią Brytyjka Dorothy Weston, która w 1928 partnerowała Katherine Le Messurier.
Swoje konto Boyd wzbogaciła o trzy tytuły gry mieszanej, wszystkie wywalczone razem z Jackiem Hawkesem.
Po ślubie z Angusem Robertsonem zakończyła karierę i osiadła w Dunfermline w Szkocji.
Zmarła w 1966 roku w wieku sześćdziesięciu jeden lat.